# Kajalgaon
Kajalgaon è un villaggio dell'India di 890 abitanti, capoluogo del distretto di Chirang, nello stato federato dell'Assam. 

## Geografia fisica
La città è situata a 26° 31' 26 N e 90° 29' 02 E

## Società

### Evoluzione demografica
Al censimento del 2001 la popolazione di Kajalgaon era ripartita tra i villaggi di Uttar Kajalgaon ("Kajalgaon del Nord": 270 abitanti, di cui 129 uomini e 141 donne), Madhyam Kajalgaon ("Kajalgaon di Mezzo": 179 abitanti, di cui 92 uomini e 87 donne) e Dakhin Kajalgaon ("Kajalgaon del Sud": 441 abitanti, di cui 212 uomini e 229 donne), per un totale di 890 abitanti (433 uomini e 457 donne).